# قشلاق جدا
قشلاق جدا یا جدا قشلاقی، روستایی در دهستان انگوت شرقی بخش مرکزی شهرستان انگوت در استان اردبیل ایران است.

## جمعیت
بر پایه سرشماری عمومی نفوس و مسکن در سال ۱۳۹۵، جمعیت این روستا برابر با ۸۵ نفر (۲۸ خانوار) بوده‌است.